# Woltersdorfer Heide
Die Woltersdorfer Heide war das Waldgebiet in der heutigen Gemeinde Woltersdorf. Sie ist heute nur noch zu einem Drittel als Wald erhalten, der sich größtenteils auf Berliner Stadtgebiet befindet.

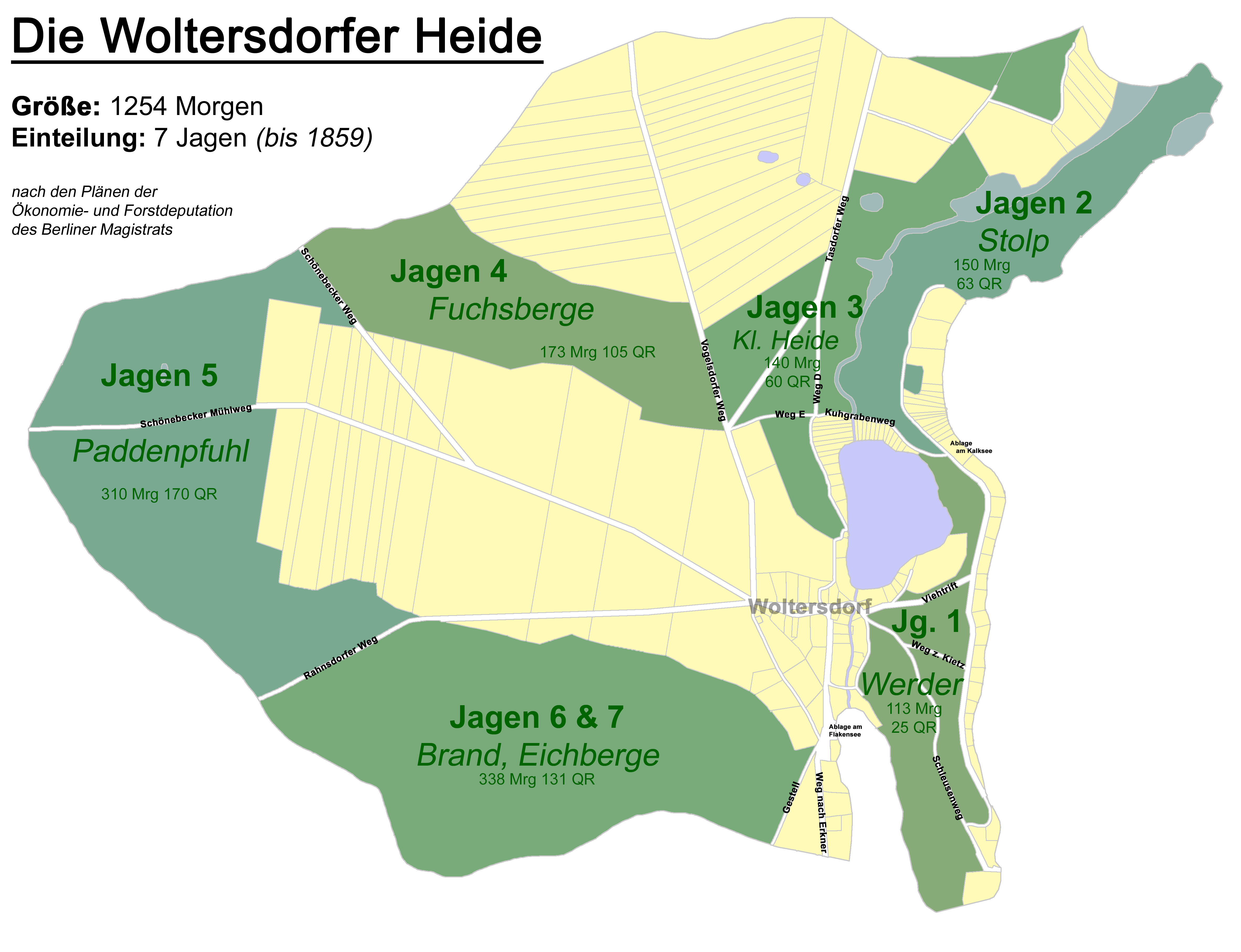
Woltersdorfer Heide (vor 1860)

## Geographie
Die Woltersdorfer Heide erstreckte sich ursprünglich über 1254 Morgen. Dies entspricht in etwa einer Fläche von etwas über 3 km². Sie bestand aus den Gebieten der Feldmark von Woltersdorf, die sich nicht zum Ackerbau eigneten. Somit gehörten zu ihr die Höhenzüge Werder, Stolp, Fuchsberge und Eichberge. Lediglich ihr westlicher Teil um den Paddenpfuhl herum war hauptsächlich eben.

## Naturraum
Die Woltersdorfer Heide gehört heute zu zwei Dritteln der Brandenburger Gemeinde Woltersdorf und zu einem Drittel zum Berliner Ortsteil Rahnsdorf. Der verbliebene Wald von 124 Hektar im Ortsteil Rahnsdorf steht teilweise unter Naturschutz.

## Geschichte
Am 15. Januar 1416 wird die Woltersdorfer Heide erstmals erwähnt. Damals gehörte "Wendisch Woltersdorf mit Hufen und mit Gehölz" der Familie von Britz. Die Heide musste bereits damals ähnliche Ausmaße haben wie später, denn die Hufenanzahl des Dorfes war seit der Ersterwähnung des Dorfes 1375 nahezu unverändert. Die Heide hatte eine besondere Bedeutung für Woltersdorf, denn die Woltersdorfer erfüllten ihre Abgaben an die Burg Köpenick oft durch Holzflößen. Auch holten die Woltersdorfer aus der Heide das Bauholz für ihre Häuser.

### Magistratsheide
Ostern 1487 erwarb die Stadt Berlin das Rittergut Woltersdorf und erhielt das Dorf als Lehen. In der Verkaufs- und auch der Lehnsurkunde wird als Besitz des Rittergutes auch "die Heide, als die in sichtlichen Grenzen und Malbäumen begriffen" genannt. Die Stadt Berlin stellte für die Pflege einen Heideläufer an, gewährte jedoch den Woltersdorfern auch Nutzungsrechte. So durften die Woltersdorfer in der Heide ihre Schweine durch Eichelmast füttern und Leseholz sammeln. Das eigenmächtige Fällen in der Heide wurde ihnen jedoch nach Beschwerde des Berliner Magistrats ab 1559 untersagt. 1698 wird die "Heyde von Eichen- und Kienenholtz, worin der Rat etliche Mahl Brennholtz vor die Cammerey schlagen laßen." erwähnt.

### Abholzung 1860
Nach dem Verkauf des Rittergutes 1859 begann der neue Eigentümer direkt mit der Abholzung der Gutsheide. Bereits 1860 berichtete der Rüdersdorfer Oberförster: „Die Forst in Woltersdorf ist devastiert.“

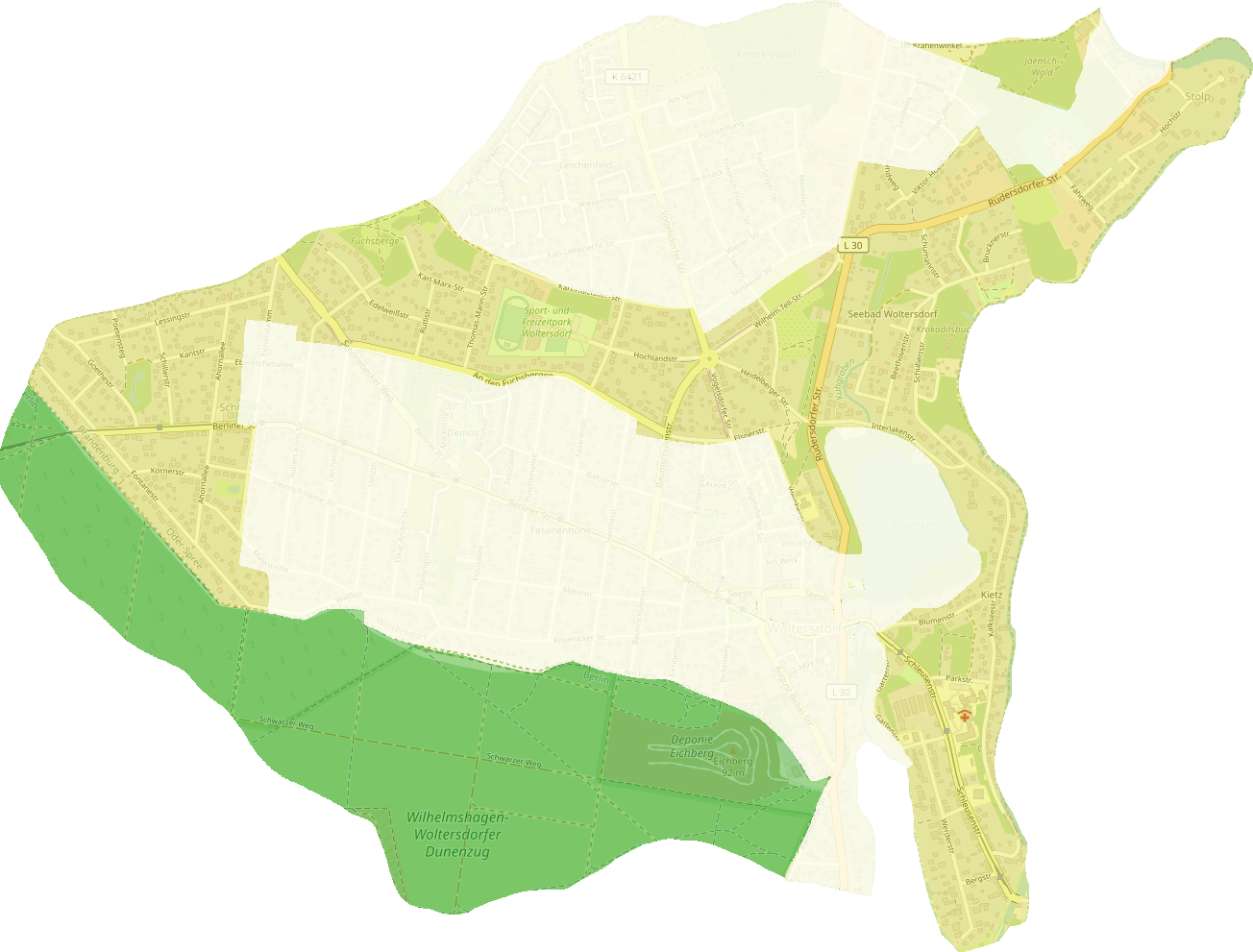
Grün: Heute zu Berlin gehörender Teil der Woltersdorfer Heide

### Aufteilung und heutige Nutzung
Die Gutsheide wurde in den folgenden Jahrzehnten parzelliert und an einzelne Interessenten verkauft. 1873 erwarb der Staat 124 Hektar der südlichen Gutsheide, fügte sie den Köpenicker Heiden an und forstete sie wieder auf. Seit 1915 steht diese Fläche unter dem Schutz des Berliner Dauerwaldvertrages. Die Flächen, die bei Woltersdorf verblieben waren, wurden größtenteils bebaut.

## Heideläufer
Die Stadt Berlin stellte zur Pflege der Woltersdorfer Heide einen Forstbeamten an. Bis zum Ende des sechzehnten Jahrhunderts wurde er Heidereiter genannt, danach Heideläufer. Im neunzehnten Jahrhundert wurde er dann als Förster bezeichnet.
| Amtsbezeichnung   | Name                | von, erwähnt, bis | von, erwähnt, bis | von, erwähnt, bis |
| ----------------- | ------------------- | ----------------- | ----------------- | ----------------- |
| Heidereiter       | Wolf Vogel          |                   | 1555              |                   |
| Heidereiter       | Adam Seeger         |                   | 1576              |                   |
| Heideläufer       | Hans Koch           |                   | 1599              |                   |
| Heideläufer       | Jonas Grimm         |                   | 1624              |                   |
| Heideläufer       | Hans Schröder       |                   |                   | 1670              |
| Heideläufer       | Martin Petrich      | 1670              |                   | 1697              |
| Heideläufer       | Andreas Petrich     | 1697              |                   | 1702              |
| Heideläufer       | Christian Kayser    | 1721              |                   | 1736              |
| Heideläufer       | Stackebrandt        | 1736              |                   | 1751              |
| Heideläufer       | Ludwig Stackebrandt | 1751              |                   |                   |
| Heideläufer       | Friedrich Hertel    |                   | 1758, 1795        |                   |
| Magistratsförster | Christian Palm      |                   |                   | 1824              |
| Magistratsförster | Johann Hase         | 1824              |                   | 1843              |
| Magistratsförster | Wilhelm Zwietasch   | 1843              |                   | 1850              |
| Magistratsförster | Karl Lange          | 1845              | 1848              | 1850              |
| Magistratsförster | Gustav Ehrlich      | 1850              |                   | 1859              |